# Мертл Дорсі
Мертл Дорсі (англ. Myrtle Dorsey, до шлюбу Беркмієр (англ. Burkmier); 22 листопада 1885 року, Патнем, Огайо, США — 25 червня 2000 року, Маскінґам, Огайо, США) — американська супердовгожителька.

## Життєпис
Мертл Беркмієр народилася 22 листопада 1885 року в Патнемі, Огайо, США в сім'ї Генрі Беркмієра та Сари Троєр. 6 червня 1917 року одружилася з Гомером О. Дорсі в Гіллсдейлі, Мічиган. В 1964 році овдовіла.
Мертл Дорсі померла 25 червня 2000 року в Маскінґамі, Огайо, США у віці 114 років і 216 днів. На момент своєї смерті вона була другою найстарішою нині живою повністю верифікованою людиною в світі після британки Єви Морріс.